# حكاية ليفتي الأحول من تولا والبرغوث الصلب
 حكاية ليفتي الأحول من تولا والبرغوث الصلب  (بالإنجليزية: The Tale of Cross-eyed Lefty from Tula and the Steel Flea) و(الروسية: Сказ о тульском косом Левше и о стальной блохе)،  - الحكاية الخيالية الشهيرة التي كتبها نيكولاي ليسكوف عام 1881 تحت عنوان  حكاية الأشول الأحول من تولا والبرغوث الثابت  أو عنوانها المختصر (Levsha )، والتي تشير (الروسية:   Левша) أو (بالإنجليزية: left-handed)، كما يُطْلَق عليها في بعض الأحيان عنوان ( ليفتي ) أو (بالإنجليزية: Lefty)، ( الأعسر ) (بالإنجليزية: The Lefthander) أو ( البرغوث الصلب ) (بالإنجليزية: The Steel Flea) أو حتى في أحيانٍ أخرى (الحداد الأشول) (بالإنجليزية: The Left-handed Craftsman). حيث تروي الحكاية قصة الحدادين الروس الذين كتبوا نصاً، لا يُرى فقط إلا تحت عدسات المجهر المكبر تحت زيادةٍ لحجمها 5000000 مرةً. ومثل تلك المجاهر المكبرة تُستَخْدَمُ في وقتنا الحاضر في مجال تقانة الصغائر.
وقد تمت صياغتها مراعاةً لأسلوب القصص الشعبي، حيث أنها تروي حكاية حداد أسلحةٍ أشول اليد (يستخدم اليد اليسرى في شئون حياته) من مدينة ل تولا (والتي كانت تُعَدُ قديماً مركز صناعة الأسلحة الروسية). حيث تم عرض مجموعةٍ من الاختراعات الحديثة على ألكسندر الأول إمبراطور روسيا، وذلك في أثناء زيارةٍ له إلى إنجلترا بصحبة خادمه ماتفي بلاتوفيتش (بالإنجليزية: Cossack Platov). إلا أن بلاتوفيتشر ظل مصراً، على الرغم مما رآه، أن الصناعات الروسية أفضل بكثيرٍ (مما تسبب في حرجٍ للمرشد، وخاصةً عندما وجد سلاحاً ما بدى أنه قد صُنِعَ بمهارةٍ ولكنهم اكتشفوا أنها كانت بندقيةً روسية الصنعة)، وذلك حتى رأوا برغوثاً ميكانيكياً صغير الحجم. وما لبث الإمبراطور، بعد معراجه على خليفته في العرش نيكولاي الأول، أن أمر بلاتوفيتش (بعد أن حاول إخفاء البرغوث) بالعثور على من يتغلب في المهارة على ذلك الإنجليزي الذي قام بصناعة ذلك البرغوث الصلب شبيه العمل بالساعة (صغير الحجم كفتات الخبز، والذي لا يمكن أن يُرى مفتاح تشغيله إلا تحت المجهر المكبِّر). مما جعل بلاتوفيتش يسافر إلى مدينة تولا للعثور على شخصٍ ما ليتغلب على ذلك الإنجليزي في اختراعه لهذا البرغوث. حيث وافق على أثر ذلك ثلاثةٌ من حدادي صناعة الأسلحة على القيم بتلك المهمة وعكفوا على إنجاز ما طُلِبَ منهم في ورشة العمل هذه. هذا وقد حاول القرويون من أهالي بلدتهم إخراجهم من اعتكافهم هذا بشتى السبل (على سبيل المثال بمحاولة التصفير والتحذير «نار مشتعلة»)، إلا أنه لم يستطع أيٍ كان أن يُخْرِجَهُم من ورشتهم هذه ويلهيهم عن استكمال مهمتهم. وعندما وصل بلاوفيتش إليهم للوقوف على آخر التطورات في إنجازهم، اضطر إلى أخذ بعض رجل البلاط لمحاولة فتح الورشة. حيث استطاعوا الوصول إلى سقيفة الورشة لإخراجهم، إلا أن جمهور الحضور من أهالي البلدة شعروا بالغثيان والاشمئزاز على أثر الرائحة المنبعثة من الورشة. وما لبث أن سلَّم حدادوا الأسلحة بلاتوفيتش ذلك البرغوث الذي كان قد أعطاهم إياه قبل ذلك مما جعله يسبهم ويلعنهم، معتقداً أنهم بذلم لم ينجزوا أي شيءٍ على الإطلاق. وانتهى به اللامر أن سحب (ليفتي الأشول) معه على أمل الحصول على شخصٍ ما يجيب عن الاستفسارات التي سيطرحونها حول الفشل في مهتهم هذه.
ثم تلى ذلك تسليم البرغوث إلى الإمبرامور، والذي أوضح له ليفتي الأشول كذلك أنه يجب عليه أن ينظر عن كثبٍ أكثر وأكثر إلى البرغوث ليرى ما تم إنجازه. ثم قام الإمبراطور بتحريكه يمنة ويسرا، ولكنه وجد أنه لا يتحرك مطلقاً. فقد اكتشف ذلك، وبدون أية مجاهرٍ مكبرةٍ، («يا لنا من أناسٍ فقراء»)، حيث نجح ليفتي وأقرانه في وضع حدوةٍ مناسبةٍ لحجم قدم ذلك البرغوث (والتي وقَّع عليها حدادوا الأسلحة الثلاثة) (حيث استطاع ليفتي الأعسر أن يصنع تلك الحدوة والتي لا يمكن أن تُرَى نتيجة صغر حجمها المتناهي)، مما أثار عجب الإمبراطور والإنجليز على السواء (على الرغم من أن ذلك البرغوث لم يعد ليستطيع أن يرقص كما اعتاد مسبقاً). ثم تلك ذلك أن تلقى ليفتي دعوةً للسفر إلى إنجلترا لدراسة أسلوب الحياة الإنجليزي وكذلك الإنجازات الفنية للإنجليز. وألح مضيفيه من الإنجليز في حثه على البقاء في إنجلترا، إلا أنه شعر بالحنين لوطنه روسيا وعاد إليها مرةً أخرى في أول فرصةٍ سُنِحَت له. وفي طريق عودته، عاقر شرب الخمر في مباراةٍ للشرب مع بحارٍ إنجليزيٍ، عندما وصلوا إلى مدينة سانت بطرسبرغ. حيث تلقى البحار معاملةً كريمةً، إلا أن ليفتي، وبعد عدم عثور السلطات هناك على أية هويةٍ للتعرف على شخصه ونتيجة اعتقادهم أنه ليس سوى مدمن خمرٍ عاديٍ، قامت بارساله إلى مستشفى للمجهولين ليموت هناك.
إلا أن البحار الإنجليزي بعد أن استعاد رشده، قرر أن يبحث عن صديقه الجديد، وبمساعدة بلاتوفيتش استطاع أن يجد مكانه، والذي كان يحتضر (حيث تحطمت رأسه إثر إلقائه على الرصيف)، وما لبث أن أخبرهما أن يعلما الإمبراطور أن يتوقف عن جعل جنوده ينظفون بنادقهم بالطوب المسحوق (بعد أن شاهد بندقيةً متسخةً في بريطانيا وأدرك حينئذٍ أنها تطلق البارود بصورةٍ جيدةٍ بسبب أنهم يبقونها مزيتةً). إلا أنتلك الرسالة لم تصل قط، على الرغم من ذلك، بسبب أن الشخص الذي كان من المفترض له أن يوصلها للإمبراطور لم يفعل ذلك أبداً. مما جعل ليسكوفيتش يُعَلِّق أن حرب القرم كان من الممكن لها أن تأخذ منعطفاً آخراً لو كان تم تسليم مثل تلك الرسالة. وانتهت القصة بعد ذلك مع تعليق ليسكوفيتش حول إحلال الخير والكسب من عمل اليد بالإضافة إلى الإبداع مع الآلات.
ونلاحظ أن تلك القصة أصلت من نمط العلاقات والروابط فيما بين روسيا والغرب في الوعي والشعور الروسي. كما أن لغة القصة تتسم بأنها فريدة؛ حيث تم استخدام الكثير من المصطلحات والكلمات الشعبية العامية الجديدة (الطريفة والطبيعية، على الرغم من أن معظمها من إبداع ليسكوفيتش) والتي أصبحت شائعة التداول فيما لبين أقاويل وأمثلة الشعب الروسي. هذا وقد استخدم المستغربون (بالإنجليزية: Westernizer) تلك الحكاية في تدعيم آرائهم التي يبدونها؛ حيث أن حكاية ليسكوفيتش تلك قد تشير إلى العبقرية والإبداع الروسي بالإضافة إلى تقدم الحرف التي أدهشت العالم كله، أو أنها قد تُستخدم فقط كرمزٍ للمجتمع الروسي الظالم والذي يسيء معاملة معظم الموهوبين به.

## في الوسائط الإعلامية الأخرى
- في عام 1964 في السينما، قام المخرج السوفيتي آنذاك إيفان إيفانوفيتش فانو (بالإنجليزية: Ivan Ivanov-Vano) بصناعة فيلمٍ للرسوم المتحركة مدته 42 دقيقةً يدعى ليفتي (بالإنجليزية: Lefty) (الروسية: Левша) والذي كان مبنياً على تلك الحكاية.
- في حين تم إنتاج فيلماً للأداء الحي في عام 1986. حيث تم لعب ذلك الدور عدداً من المرات في اليوم الواحد على خشبة مسرح متحف العصر الجوراسي للتكنولوجيا (بالإنجليزية: Museum of Jurassic Technology).
- هذا وقد تم استعراض تلك الحكاية في إحدى مقالات مجلة نيتشر فيزيكس (فيزياء الطبيعة) في عام 2007.[3]

## وصلات خارجية
- النص الروسي لحكاية ليفتي الأحول من تولا والبرغوث الصلب في مكتبة ماسكوفيتش
- الترجمة باللغة الإنجليزية لحكاية ليفتي الأحول من تولا والبرغوث الصلب[وصلة مكسورة]
- خشبة مسرح بورزي كبينت بمتحف العصر الجوراسي للتكنولوجيا بلوس انجلوس، كاليفورنيا، ومشاهد فيلم «ليفشا – حكاية ليفتي الأحول من تولا والبرغوث الصلب» على مدار الساعة. حيث تم دعوة الزوار على احتساء الشاي فيما بعد في تولا تي روم (غرفة شاي تولا).
- الترجمة الأسبانية للحكاية بواسطة Editorial Impedimenta